# Bentué de Nocito
Bentué de Nocito est un village de la province de Huesca, situé à une vingtaine de kilomètres au sud-est de la ville de Sabiñánigo, à 840 mètres d'altitude. L'église paroissiale, de style roman et remaniée au XVIIe siècle, est en ruines. Le village compte un habitant.